# Ciești, Argeș
Ciești este un sat în comuna Lunca Corbului din județul Argeș, Muntenia, România.